# Монастырь Агигадар

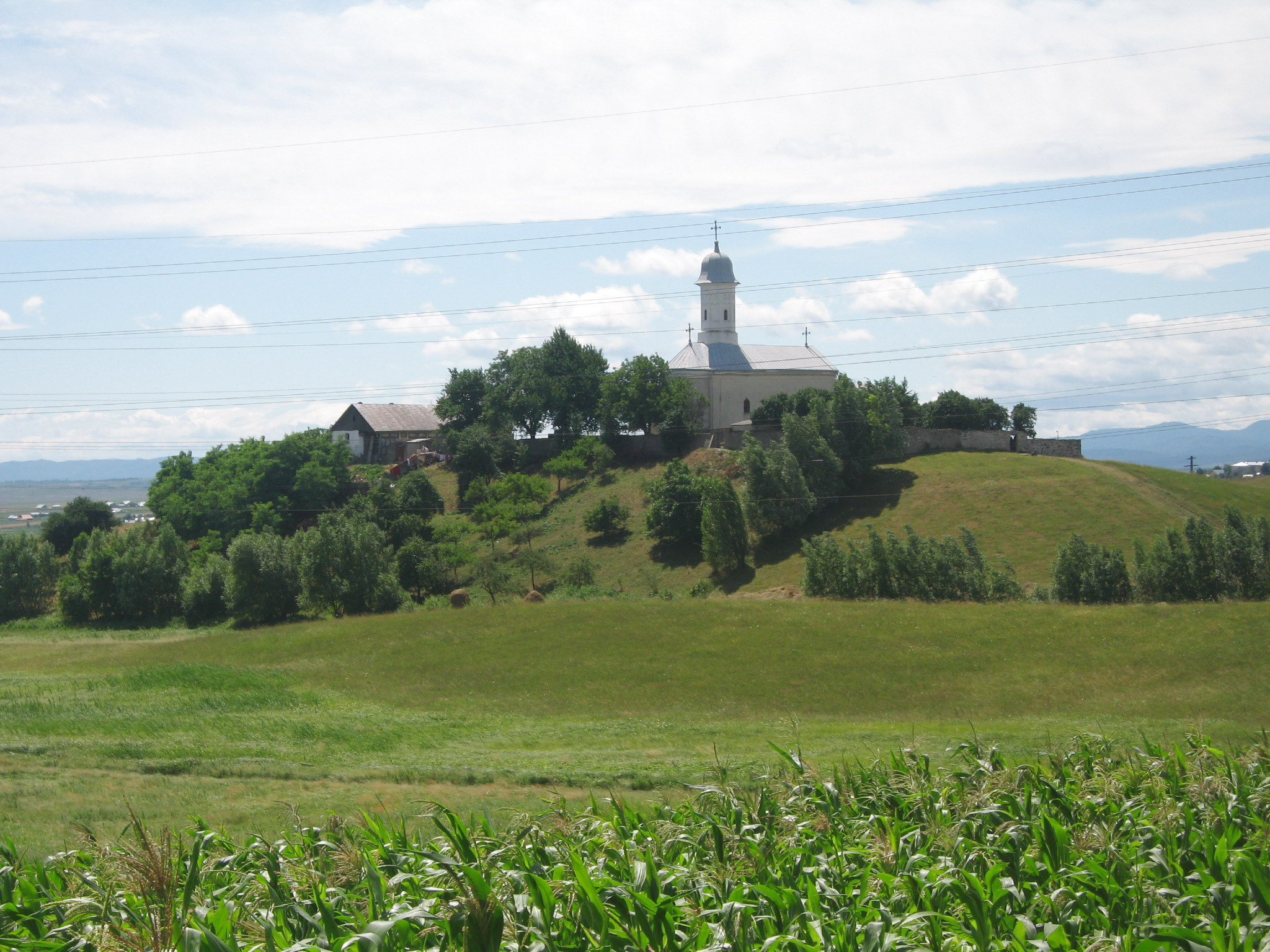

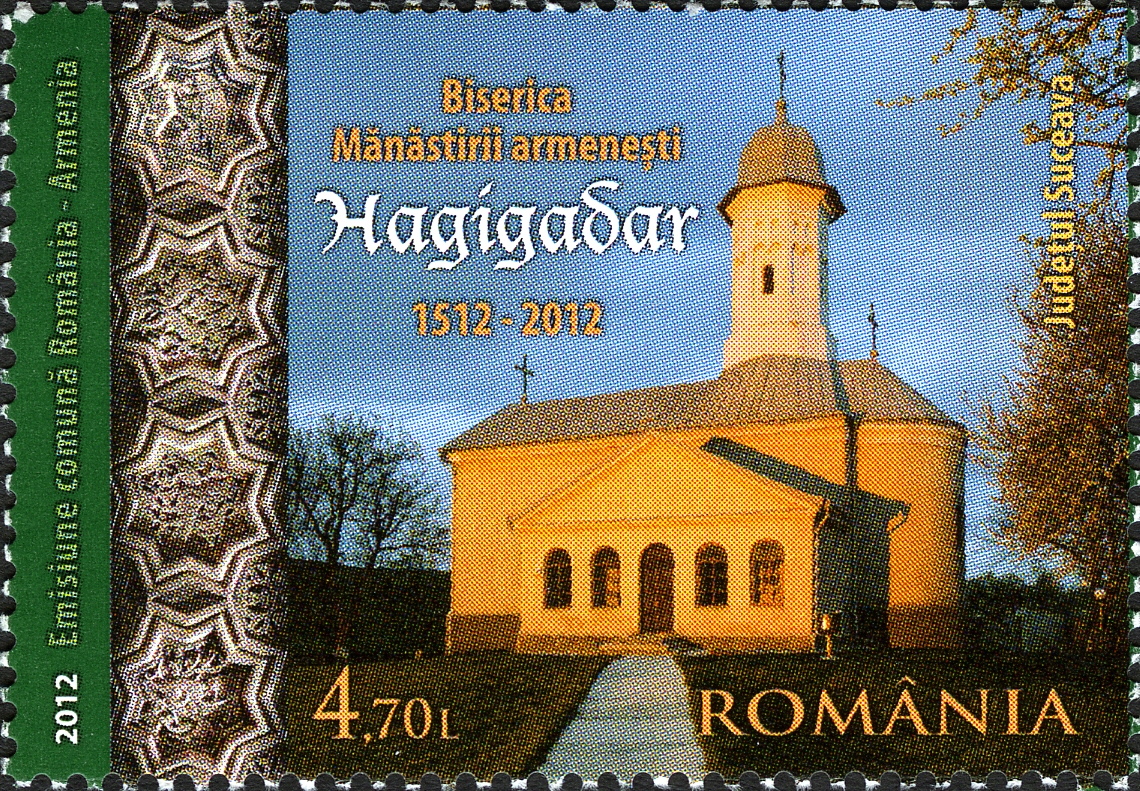
Монастырь Агигадар на почтовой марке Румынии. 2012 г.

Монастырь Агигадар (Монастырь желаний) — бывший армянский Апостольский женский монастырь, расположенный в селе Булай, жудец Сучава, Румыния. Монастырь расположен близ европейской автодороги E85 в 3 км к юго-западу от города Сучава.
Построен во время правления господаря Молдавского княжества Богдана III Кривого в 1512—1513 годах на холме Булай, по середине долины. Монастырь был посвящён Пресвятой Богоматери и носит армянское имя: Агигадар (Հագիգադար), что означает на армянском языке «исполняющий желания».
Монастырь Агигадар в 2004 году был включен в Список исторических памятников жудеца Сучава. Религиозно-архитектурный комплекс состоит из двух единиц:
- Церковь Преображения Господня (Adormirea Maicii Domnului), построена в 1512 году
- Стены комплекса (Zidul de incintă), построены в 1512 году.